# レッドオーク
レッドオーク (red oak) は、コナラ属（オーク）コナラ亜属 Lobatae 節の落葉広葉樹の総称である。なおアカガシ（赤樫、アカガシ亜属）とは異なるので注意。
全てアメリカ大陸産で、主に北米産である。
材が赤みがかっているため、レッドオークと呼ばれる。辺材は白色・灰色・淡赤褐色で、心材は桃色・淡赤褐色・淡褐色などである。

## 用途
家具、造作材、床、枕木など。

## 主な種
- カリフォルニアライブオーク（コーストライブオーク） (coast live oak) Quercus agrifolia
- スカーレットオーク (scarlet oak) Quercus coccinea
- サザンレッドオーク (southern red oak) Quercus falcata
- カリフォルニアブラックオーク (California black oak) Quercus kelloggii
- ローレルオーク (laurel oak) Quercus laurifolia
- ブラックジャックオーク (blackjack oak) Quercus marilandica
- ウォーターオーク (water oak) Quercus nigra
- ピンオーク (pin oak) Quercus palustris
- ウイローオーク (willow oak) Quercus phellos
- アカガシワ（ノーザンレッドオーク） (northern red oak) Quercus rubra
- シュマードオーク (Shumard oak) Quercus shumardii
- クロガシワ（ブラックオーク） (black oak) Quercus velutina